# Le Col-des-Roches
Le Col-des-Roches är ett bergspass i Schweiz. Det ligger i kantonen Neuchâtel, i den västra delen av landet, 60 km väster om huvudstaden Bern. Le Col-des-Roches ligger 920 meter över havet.